# Rodrigue Demeuse
Rodrigue Demeuse (Luik, 18 september 1992) is een Belgisch politicus voor Ecolo.

## Levensloop
Na zijn secundaire studies aan het Saint-Quirincollege in Hoei, die hij in 2010 voltooide, was Demeuse een jaar uitwisselingsstudent in Hobbs, in de Amerikaanse staat New Mexico. Vervolgens behaalde hij in 2014 een bachelor in de rechten aan de Universiteit van Namen. Hij rondde zijn opleiding tot jurist af aan de Universiteit Luik, waar hij in 2016 een master in publiek en administratief recht behaalde, in 2017 gevolgd door een bijkomende master in fiscaal recht aan HEC Liège, de managementschool van de Universiteit Luik. Van 2016 tot 2019 was Demeuse assistent in het grondwettelijk recht aan de Universiteit van Namen, alsook was hij van 2017 tot 2019 advocaat aan de balie van Luik en assistent grondwettelijk recht aan de Universiteit van Namen.
Demeuse trad in 2011 toe tot écolo j, de jongerenafdeling van de partij Ecolo, en van 2012 tot 2015 was hij co-voorzitter van de regionale écolo j-afdeling van Hoei-Borgworm. Tevens was hij van 2014 tot 2016 secretaris en daarna van 2016 tot 2020 co-voorzitter van de regionale Ecolo-afdeling van Hoei-Borgworm.
In oktober 2012 werd Demeuse verkozen tot gemeenteraadslid van de stad Hoei en van 2014 tot 2019 was hij bestuurder van het regionaal ziekenhuis van Hoei. 
Bij de Waalse verkiezingen van mei 2019 werd hij verkozen in de kieskring Hoei-Borgworm. Als lid van het Waals Parlement werd hij lid van de commissie Huisvesting en Lokale Besturen. Hij legde ze zich toe op thema's als burgerparticipatie en de verbetering van de democratie en diende in 2020 een voorstel in dat indieners van petities het recht gaf om gehoord te worden in het parlement, hetgeen in september 2020 werd opgenomen in het reglement. Ook was hij een van de initiatiefnemers achter de oprichting van deliberatieve commissies samengesteld uit burgers en parlementsleden die over bepaalde problematieken konden debatteren en aanbevelingen konden indienen. Daarnaast concentreerde hij zich op het vraagstuk rond de bescherming van privégegevens en diende hij voorstellen in om de problemen gelinkt aan het verdwijnen van geldautomaten in banken aan te pakken.  
Als Waals Parlementslid zetelde Demeuse van rechtswege ook in het Parlement van de Franse Gemeenschap. Daar was hij lid van de commissie Hoger Onderwijs, Jeugd en Sport. Hij pleitte er voor maatregelen om seksuele intimidatie in het hoger onderwijs aan banden te leggen en de financiële kwetsbaarheid van studenten tegen te gaan en hun levensvoorwaarden te verbeteren. Bij de Waalse verkiezingen van juni 2024 was Demeuse opnieuw kandidaat, maar hij werd niet herkozen. 
Van 2019 tot 2024 zetelde hij tevens als deelstaatsenator in de Senaat. Hij was er zeer actief in de commissie Democratische Vernieuwing en Burgerschap, die hij vanaf 2021 voorzat, en stelde voor om de assemblee om te vormen tot een burgerparlement dat via loting werd samengesteld uit burgers ouder dan zestien jaar voor een termijn van twee jaar. Vanuit de Senaat werd hij eveneens afgevaardigd naar de Parlementaire Assemblee van de NAVO. Hij was er algemeen rapporteur en ondervoorzitter van de Belgische delegatie.